# VFW-Fokker 614
VFW-Fokker 614 byl dvoumotorový proudový letoun z produkce NSR určený k nasazení v dopravní a transportní roli na velmi krátkých tratích, řešený jako samonosný celokovový dolnoplošník s jednoduchými ocasními plochami, zatahovacím podvozkem příďového typu a se dvěma turbodmychadlovými motory.

## Vývoj

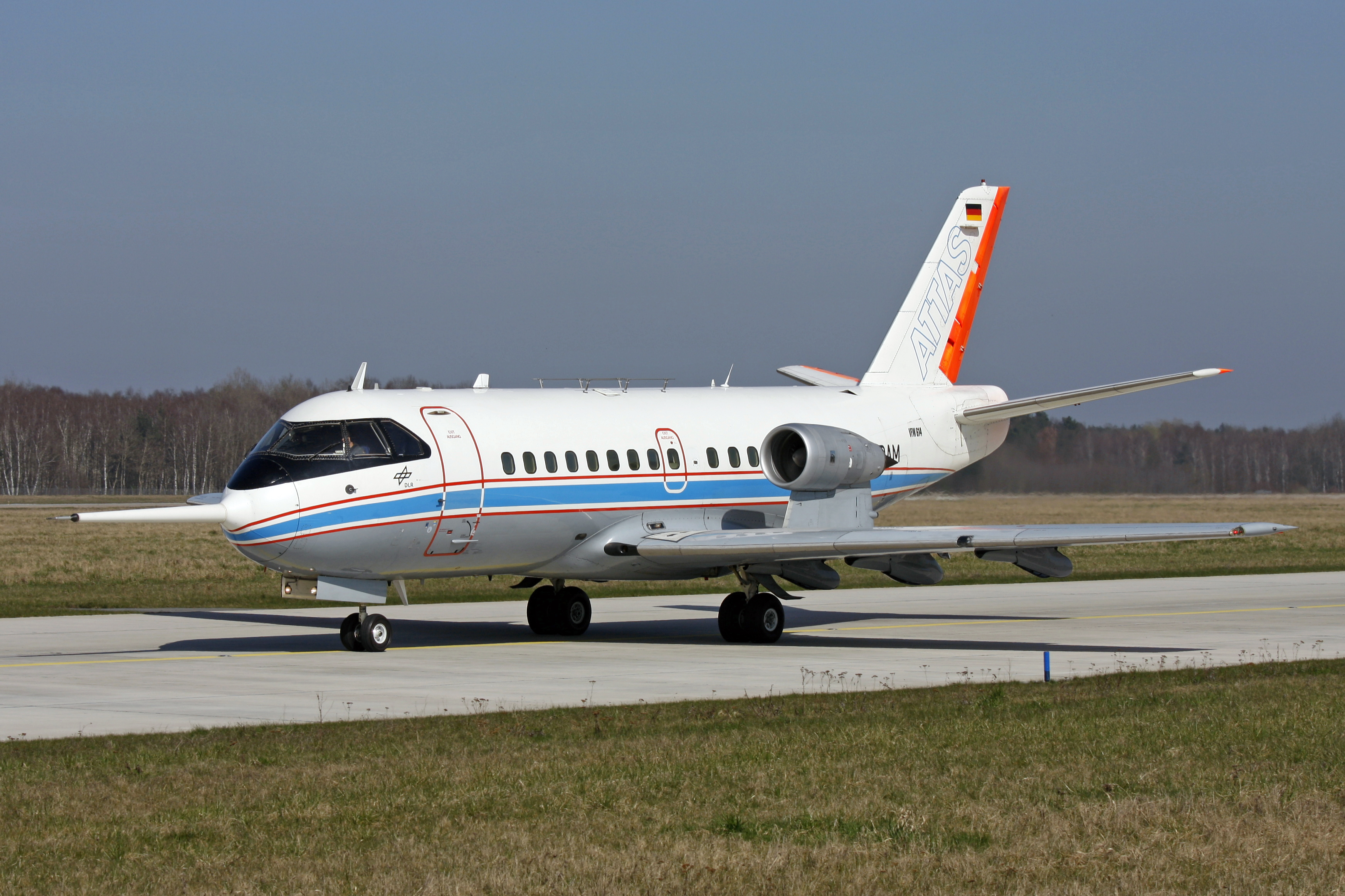
VFW-614 ATTAS (D-ADAM)

První vývojové práce na letounu byly zahájeny v roce 1962 pod označením E 614. Jednalo se o společný projekt organizace Entwicklungsring Nord (ERNO), jejímiž členy byly společnosti Focke-Wulf GmbH, Hamburger Flugzeugbau a Weser Flugzeugbau GmbH.
Z důvodu hlavního postavení firmy Weser v organizaci ERNO byl v roce 1963 projekt dopravního letounu přeznačen na WFG 614 a předveden v maketě na Pařížském aerosalonu.
V roce 1964 došlo ke spojení společností Weser, Focke-Wulf a Heinkel a koncern ERNO se v původní podobě rozpadl. Vznikl tak podnik VFW, kde došlo v roce 1965 k obnovení práce na letounu. Stroj byl v projektech zvětšen na kapacitu 44 cestujících a za pohonné jednotky byly vybrány Rolls-Royce/SNECMA M-45H-01-15 s tahem po 35,70 kN, umístěné na pylonech nad křídlem. Nosné a ocasní plochy dostaly v projektu šíp.
V létě roku 1966 byl vývoj dokončen, chyběly však konkrétní objednávky a finanční krytí. V roce 1969 došlo ke spojení s holandskou firmou Fokker a po objednávce pěti kusů dánským dopravcem Sterling byla zahájena stavba prototypu.
Premiérový let prototypu VFW-Fokker 614 (výr. č. G-1, imatrikulace D-BABA) byl proveden 14. července 1971 na letišti v Brémách osádkou Leif Nielsen a Hans Bardill. 14. ledna 1972 se k testům připojil i druhý prototyp VFW-Fokker 614 (G-2, D-BABB). 1. února 1972 došlo z důvodu třepetání výškovky k destrukci prvního vyrobeného letounu ve vzduchu poblíž továrního letiště v Brémách. Osádka stroj opustila na vystřelovacích sedačkách, kterými byly oba prototypy vybaveny. Pilot Nielsen a palubní technik Jürgen Hammer vyvázli bez zranění, druhý pilot Bardill, kterému se neotevřel padák, zahynul. Testy druhého prototypu byly do vyšetření příčiny zastaveny.

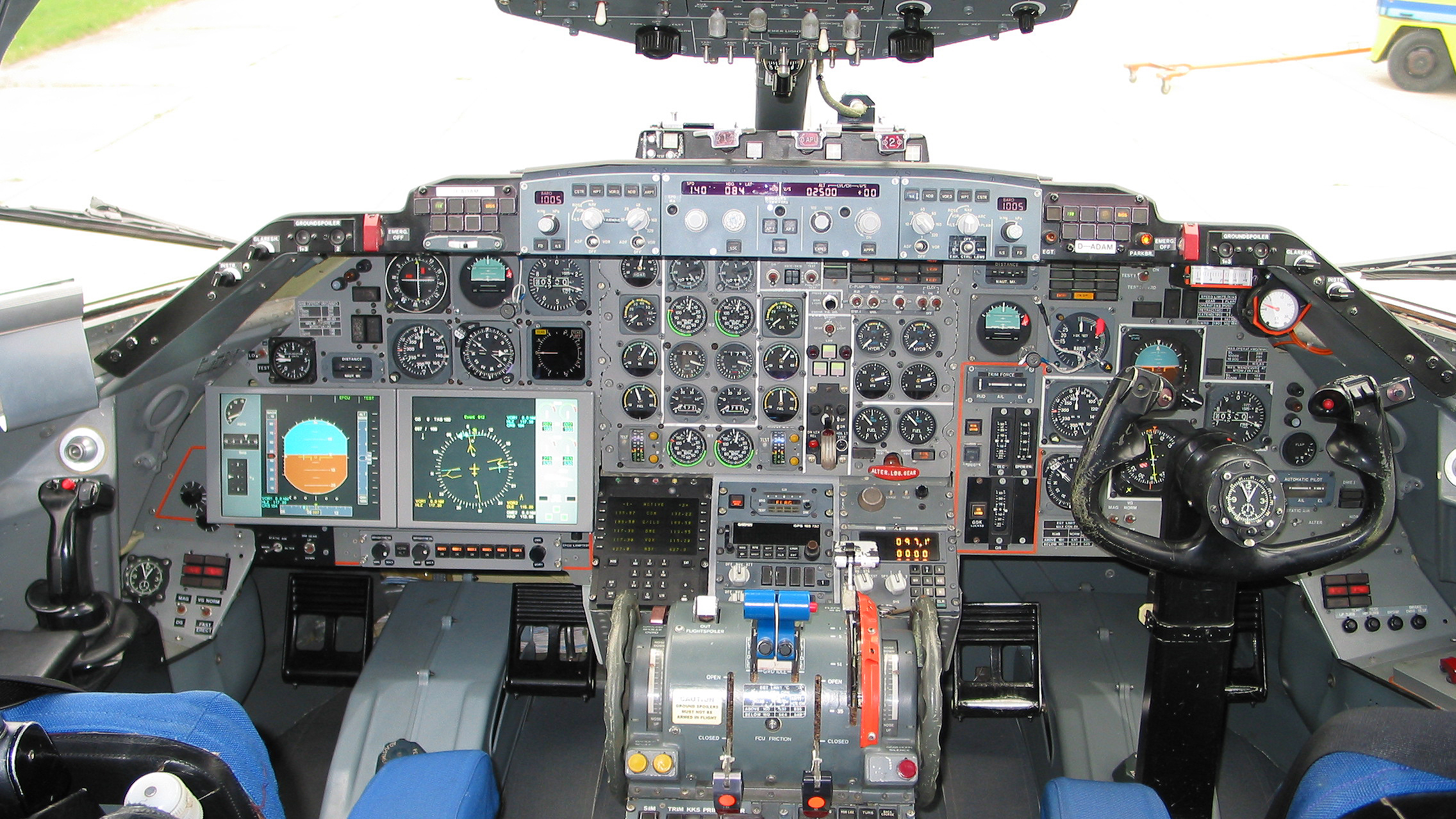
Kokpit VFW-614 ATTAS (G-017, D-ADAM ex D-BABP)

Obnovení zkušebních letů s prototypem G-2 započaly koncem roku 1972 a bylo oznámeno zahájení sériové výroby. V tomto období měl výrobce objednávky na 26 exemplářů od leteckých společností Sterling Airways, Filipinas Orient Airways, Bavaria Fluggesellschaft, General Air, Taba, Yemen Airlines, STA a od španělského ministerstva letectví.
V roce 1973 byl na pařížském aerosalónu předváděn třetí vyrobený stroj (G-3, D-BABC), který poprvé vzlétl 10. října 1972. Po jeho ukončení G-3 přelétl do španělského Torrejónu ke zkouškám v horkém klimatu. Druhý prototyp byl testován na libyjských letištích Nafoora a Ghudomis, severské zkoušky proběhly na kamenitém povrchu islandského letiště Egilsstaðir. V květnu byl letoun G-2 předveden v Rumunsku představitelům státu a zástupcům leteckého průmyslu, kteří zvažovali licenční výrobu.
Zdlouhavý vývoj a testy vedly k postupnému rušení objednávek, mezi prvními od dánského Sterligu. V polovině roku 1974 byly zkoušky uzavřeny a letoun obdržel certifikaci západoněmeckého úřadu pro letectví a následně i Federal Aviation Administration. Poté se rozběhla sériová výroba 10 kusů s konečnou montáží v Brémách. Jednotlivé díly se vyráběly v pobočkách VFW-Fokker v obcích Brémy, Einswarden, Hoykenkamp, Špýr a Varel. Na produkci se podílely také MBB, belgická SABCA a Fairey a britské společnosti Rolls-Royce, Dowty-Rotol a Short.
V prvním čtvrtletí roku 1975 byl dohotoven první sériový stroj (G-4, D-BABD), který přelétl na dánské letiště Sønderborg, kde byl v listopadu předán dopravci Cimber Air ke zkušebnímu provozu. Další kus (G-7, D-BABG) převzali zástupci francouzské regionální společnosti Touraine Air Transport ke zkušebnímu provozu na lince Paříž-St. Nazaire-Lannion.

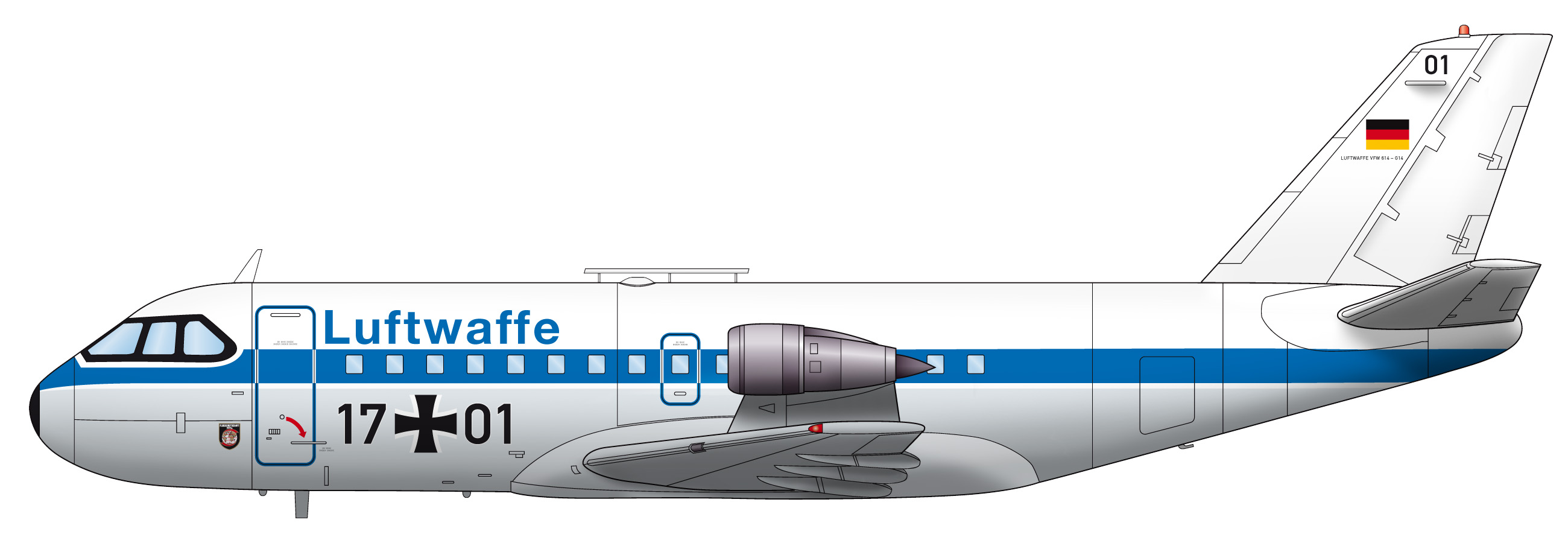
VFW-Fokker 614 (17+01), Luftwaffe

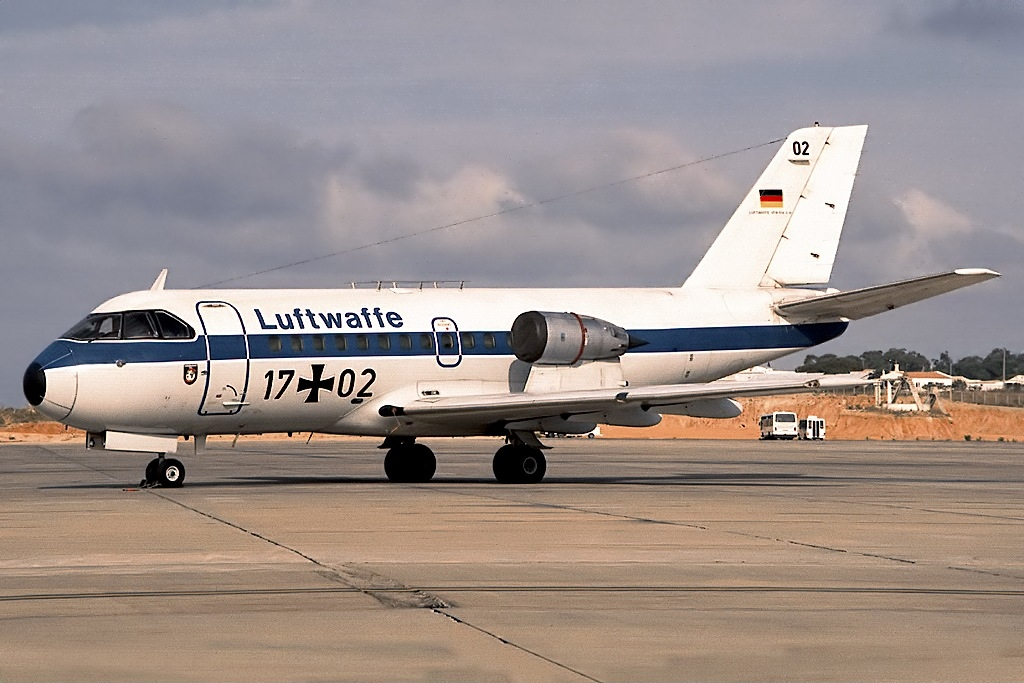
VFW-Fokker VFW-614 (17+02), Luftwaffe

V roce 1976 firmě VFW-Fokker zůstaly objednávky na 19 letounů. Z nich bylo nakonec odebráno 5 kusů dopravní společností Cimber Air (G-8, OY-ASA, G-4, OY-TOR, G-9, D-BABI, G-10, D-BABJ a G-11, D-BABK), 3 kusy francouzskou Air Alsace (G-5, F-GATG, G-13, F-GATH a G-15, F-GATI) a 2 TAT (G-6, D-BABF a G-7, D-BABG). Zbylé stroje zůstaly ve výrobním závodě, odkud 3 převzala Deutsche Bundesluftwaffe v salónní úpravě pro speciální lety s vládními a vojenskými činiteli (17+01, 17+02 a 17+03).
Od 1. ledna 1980 došlo vlivem špatné finanční situace a nedostatku pracovní náplně k rozpadu mezinárodního koncernu VFW-Fokker.
Posledním provozovaným kusem byla létající zkušebna VFW-614 ATTAS (Advanced Technologies Testing Aircraft System). Sedmnáctý vyrobený exemplář byl zalétán 29. července 1978 s imatrikulací D-BABP a do roku 1985 byl používán výrobcem k letovému ověřování nových systémů a avioniky. Dne 26. září byl odprodán Středisku pro letectví a kosmonautiku (DLR) se sídlem v Braunschweigu. Od roku 1981 do roku 1986 podstoupil u společnosti MBB postupnou úpravu interiéru na létající laboratoř dle specifikací nového uživatele. Modifikace spočívala v odstranění mechanického ovládání ocasních ploch prvním pilotem, které bylo nahrazeno systémem Fly-by-wire, v instalaci šestidílných vztlakových klapek a v montáži digitální avioniky, rovněž pouze pro prvního pilota. Na příd stroje přibyla tyčová měřící trubice.

## Specifikace VFW-Fokker 614
Údaje dle

### Hlavní technické údaje
- Rozpětí křídel: 21,50 m
- Délka: 20,60 m
- Výška: 7,84 m
- Nosná plocha: 64,00 m²

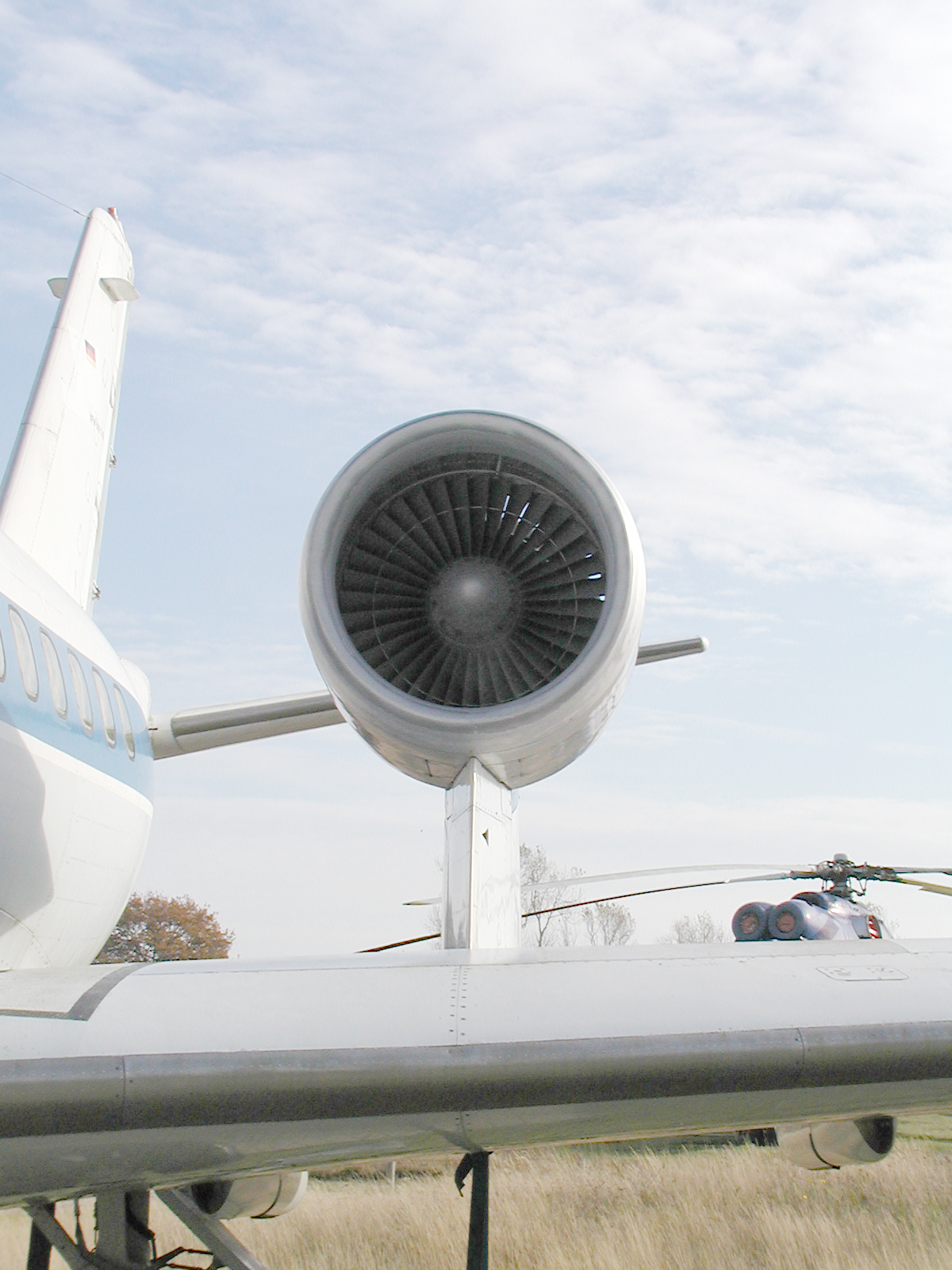
Umístění turbodmychadlových motorů Rolls-Royce/SNECMA M-45H-01-15

- Hmotnost prázdného letounu: 12 200 kg
- Maximální vzletová hmotnost: 18 600 kg
- Pohonná jednotka: 2 × dvouproudový motor Rolls-Royce/SNECMA M45H

### Výkony
- Maximální cestovní rychlost: 737 km/h
- Ekonomická cestovní rychlost: 720 km/h
- Dolet s maximálním zatížením: 667 km
- Dolet s maximem paliva: 1557 km
- Délka vzletu: 870 m
- Délka přistání: 690 m
- Praktický dostup: 7600 m